# Gródczany
Gródczany (deutsch Hratschein, 1936–1945 Burgfeld, tschechisch Hradčany) ist ein Ort Landgemeinde Branice im Powiat Głubczycki der Woiwodschaft Opole in Polen.

## Geographie
Das Angerdorf Gródczany liegt acht Kilometer südöstlich von Branice, 22 Kilometer südlich von Głubczyce (Leobschütz) und 85 Kilometer südwestlich von Opole (Oppeln) in der Nizina Śląska (Schlesische Tiefebene).
Nachbarorte von Gródczany sind im Nordwesten Niekazanice (Osterwitz), im Nordosten Nasiedle (Nassiedle), im Osten Ludmierzyce (Leimerwitz), im Südosten Jabłonka (Klemstein) und im Südwesten Jakubowice (Jakubowitz).

## Geschichte

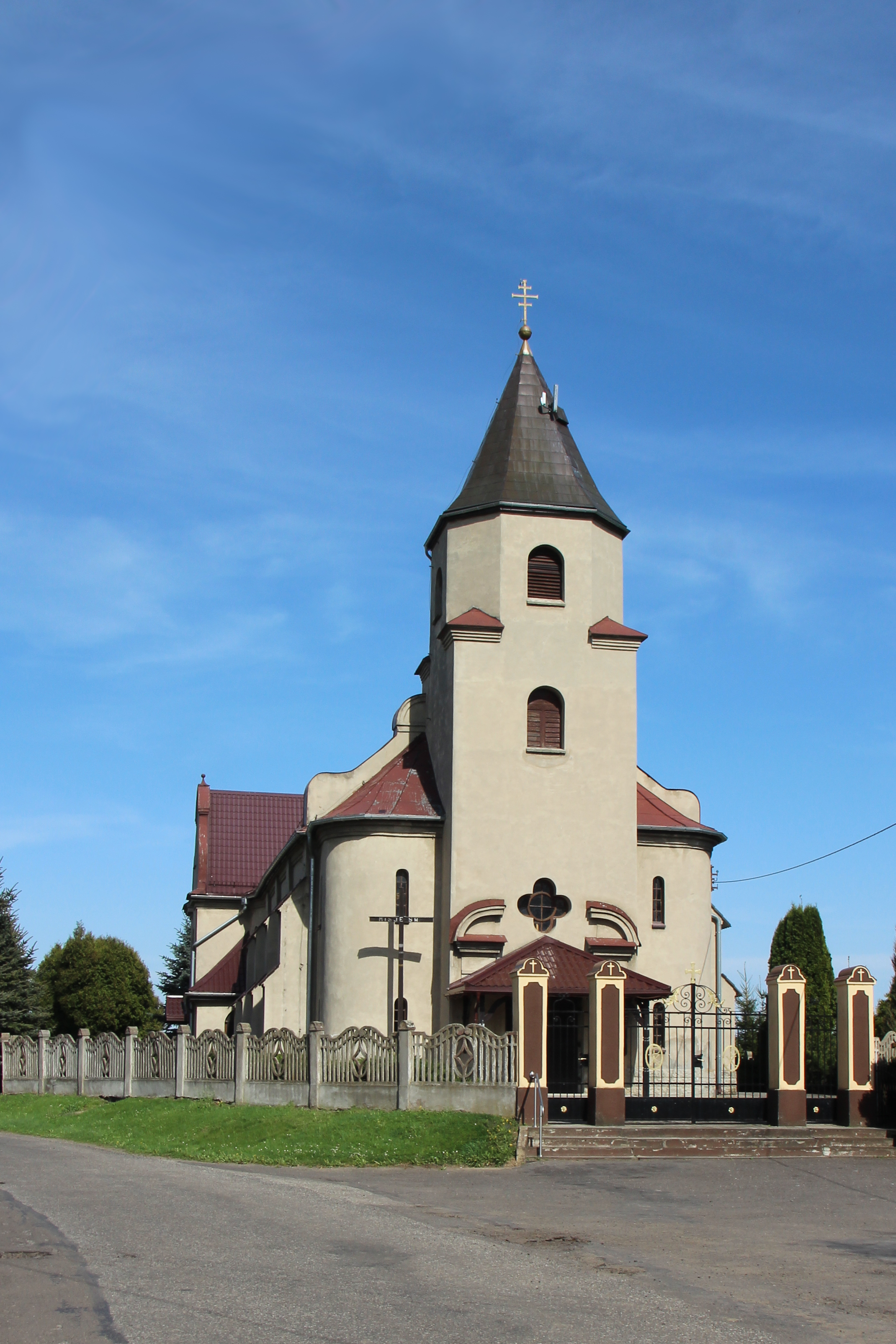
Mariä-Heimsuchung-Kirche

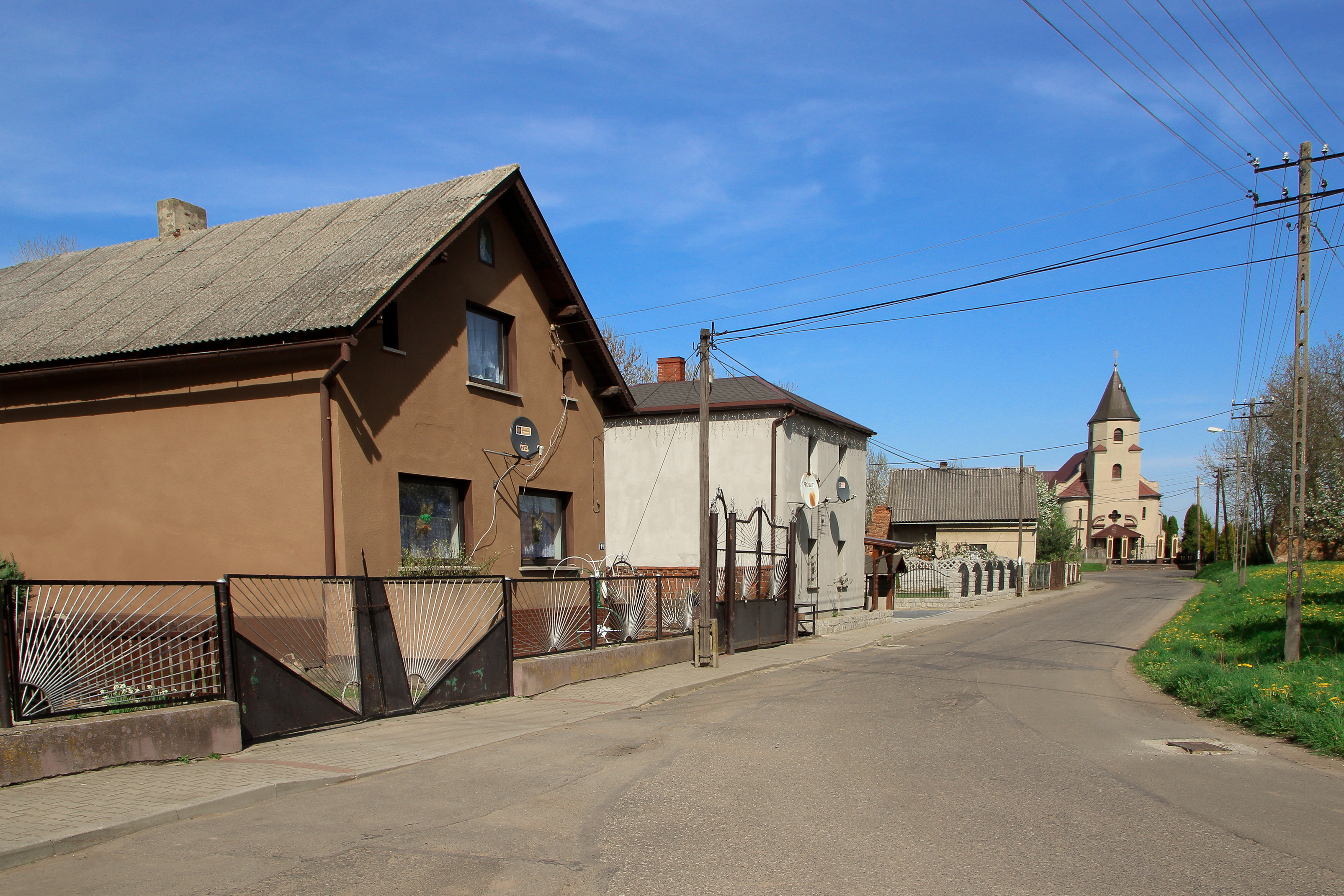
Dorfpartie

Erstmals urkundlich erwähnt wurde „Hraczan“ im Jahre 1377 bei der Teilung der Herzogtums Troppau. Danach gehörte es zum Herzogtum Leobschütz. 1429, 1431 und 1444 ist es in der Schreibweise Hradczan belegt. Der Ortsname leitet sich vom tschechischen Begriff hrad bzw. hradek (Kleine Burg) ab.
Nach dem Ersten Schlesischen Krieg 1742 fiel Hratschein mit dem größten Teil Schlesiens an Preußen. 1752 wurde die Kolonie Neu-Hratschein gegründet.
Nach der Neugliederung der Provinz Schlesien gehörte die Landgemeinde Hratschein mit den Ortsteilen Alt- und Neu-Hratschein ab 1816 zum Landkreis Leobschütz, mit dem sie bis 1945 verbunden blieb. Seit 1832 bestand eine Schule, und für das Jahr 1845 sind eine katholische Schule, eine Brennerei, eine Brauerei und 99 Häuser belegt. Die Einwohnerzahl lag damals bei 551, davon fünf evangelisch und fünf jüdisch. 1861 zählte Alt-Hratschein 11 Bauern-, sieben Gärtner- und 15 Häuslerstellen. In Neu-Hratschein waren es damals 44 Gärtner- und sechs Häuslerstellen. Die Schule wurde von 162 Schülern besucht. 1874 wurde der Amtsbezirk Leimerwitz gebildet, dem die Landgemeinden Ehrenberg, Hratschein und Leimerwitz eingegliedert wurden. Erster Amtsvorsteher war der Premierleutnant Rehmet aus Hratschein
Bei der Volksabstimmung in Oberschlesien am 20. März 1921 stimmten in Hratschein 389 Personen für einen Verbleib bei Deutschland und eine für Polen. Hratschein verblieb wie der gesamte Stimmkreis Leobschütz beim Deutschen Reich. 1933 wurden 477 Einwohner gezählt. Am 12. Juni 1936 wurde der Ort in Burgfeld umbenannt. 1939 lag die Einwohnerzahl bei 475. Vor Kriegsende flüchtete flüchtete die Bevölkerung am 24. März 1945 vor der heranrückenden Roten Armee. Durch Kampfhandlungen wurde 85 % der dörflichen Bebauung zerstört. Die Dorfkirche wurde dabei schwer beschädigt.
Als Folge des Zweiten Weltkriegs fiel Hratschein mit dem größten Teil Schlesiens 1945 an Polen. Nachfolgend wurde es in Gródczany umbenannt und der Woiwodschaft Schlesien angeschlossen. Im Sommer 1946 wurde die einheimische deutsche Bevölkerung weitgehend vertrieben. 1950 wurde Gródczany der Woiwodschaft Opole zugeteilt. Seit 1999 gehört es zum Powiat Głubczycki.

## Sehenswürdigkeiten
- Die römisch-katholische Kirche mit dem Patrozinium Mariä Heimsuchung (Kościół Nawiedzenia Najświętszej Maryi Panny) wurde 1922–1928 errichtet. Am 17. Juli 1928 wurde die Kirche durch den Olmützer Weihbischof Josef Schinzel geweiht. Im März 1945 wurde die barocke Zwiebelhaube des Glockenturms zerstört und nachfolgend notdürftig repariert.
- Steinerne Wegekapelle mit Marienaltar
- Steinernes Wegekreuz

## Söhne und Töchter des Ortes
- Hermann Richtarsky (1857–1944), deutscher Landwirt und Politiker